# Jaroslava Šmehlíková
Jaroslava Šmehlíková (* 11. srpna 1950) byla česká a československá politička Komunistické strany Československa a poslankyně Sněmovny národů Federálního shromáždění za normalizace.

## Biografie
K roku 1986 se profesně uvádí jako tkadlena.
Ve volbách roku 1986 zasedla za KSČ do české části Sněmovny národů (volební obvod č. 64 – Bruntál, Severomoravský kraj). Ve Federálním shromáždění setrvala do konce funkčního období, tedy do voleb roku 1990. Netýkal se jí proces kooptací do Federálního shromáždění po sametové revoluci.
Politicky se okrajově angažovala i po sametové revoluci. V komunálních volbách roku 1994 i komunálních volbách roku 1998 neúspěšně kandidovala do zastupitelstva města Rýmařov za KSČM. Uváděna je jako dělnice.